# Xestia sternecki
Xestia sternecki är en fjärilsart som beskrevs av Charles Boursin 1948. Xestia sternecki ingår i släktet Xestia och familjen nattflyn. Inga underarter finns listade i Catalogue of Life.